# Milan Mazurek
Milan Mazurek (ur. 24 stycznia 1994 w Kieżmarku) – słowacki polityk, poseł do Rady Narodowej, deputowany do Parlamentu Europejskiego X kadencji.

## Życiorys
Ukończył szkołę średnią w Popradzie, a w 2021 studia licencjackie na uczelni ekonomicznej VŠEM. Prowadził sklep internetowy, na który inspekcja handlowa nałożyła kary pieniężne za naruszenia procedur.
Zaangażował się w działalność polityczną w ramach Partii Ludowej Nasza Słowacja, określanej jako ugrupowanie skrajne i nacjonalistyczne. W 2016 kandydował bez powodzenia do Rady Narodowej; mandat poselski uzyskał jednak na początku kadencji, gdy Andrej Medvecký, oskarżony o uszkodzenie ciała, złożył rezygnację z zasiadania w parlamencie. Media zwróciły wówczas uwagę na publikowane przez Milana Mazurka w mediach społecznościowych treści, wskazując, że negował w nich Holokaust, popierał Adolfa Hitlera, propagował poglądy rasistowskie. Ujawniono też, że w 2015 w Bratysławie podczas protestu przeciwko islamowi atakował słownie arabską rodzinę z małymi dziećmi. Już jako deputowany w październiku w 2016 udzielił wywiadu w stacji Rádio Frontinus, w którym wypowiadał treści skierowane przeciwko Romom. Skutkowało to wszczęciem postępowania karnego, zakończonego we wrześniu 2019 prawomocnym skazaniem na grzywnę za zniesławienie grupy narodowościowej. W konsekwencji Milan Mazurek utracił mandat poselski. Wyrok ten skrytykował m.in. były premier Robert Fico.
Milan Mazurek spłacił grzywnę, co pozwoliło mu na start w kolejnych wyborach w 2020. Ponownie został wówczas wybrany do Rady Narodowej, w której zasiadał do 2023. W 2021 odszedł z ĽSNS, współtworząc partię Republika, w której objął funkcję wiceprzewodniczącego. W 2022 został radnym kraju preszowskiego. W wyborach w 2024 uzyskał mandat posła do Europarlamentu X kadencji.